# Осдорф
Осдорф (њем. Osdorf) општина је у њемачкој савезној држави Шлезвиг-Холштајн. Једно је од 165 општинских средишта округа Рендсбург. Према процјени из 2010. у општини је живјело 2.375 становника. Посједује регионалну шифру (AGS) 1058121.

## Географски и демографски подаци
Осдорф се налази у савезној држави Шлезвиг-Холштајн у округу Рендсбург. Општина се налази на надморској висини од 19 метара. Површина општине износи 19,9 km². У самом мјесту је, према процјени из 2010. године, живјело 2.375 становника. Просјечна густина становништва износи 119 становника/km².